# Глубочанское сельское поселение
Глубочанское се́льское поселе́ние — муниципальное образование в Зимовниковском районе Ростовской области Российской Федерации.
Административный центр — хутор Плотников.

## Состав сельского поселения
| № | Населённый пункт | Тип населённого пункта        | Население |
| - | ---------------- | ----------------------------- | --------- |
| 1 | Бурульский       | хутор                         | ↘44       |
| 2 | Владимировский   | хутор                         | 126       |
| 3 | Глубокий         | хутор                         | 842       |
| 4 | Котов            | хутор                         | 55        |
| 5 | Плотников        | хутор, административный центр | 717       |
| 6 | Прасковейский    | хутор                         | 115       |

## Население
| 2010  | 2012  | 2013  | 2014  | 2015  | 2016  | 2017  |
| ----- | ----- | ----- | ----- | ----- | ----- | ----- |
| 1899  | ↘1845 | ↘1825 | ↘1810 | ↘1772 | ↘1766 | ↗1782 |
| 2018  | 2019  | 2020  | 2021  |       |       |       |
| ↘1777 | ↘1758 | ↘1746 | ↘1728 |       |       |       |